# Zuschreibung (Kunst)
Eine Zuschreibung ist eine – zwar begründete aber letztlich immer noch hochgradig spekulative – Zuordnung eines unsignierten und meist auch undatierten Kunstwerkes zu einem mehr oder weniger bekannten Künstler oder dessen Werkstatt.
Ein Werk der Architektur, der Bildenden Kunst oder der Angewandten Kunst wird dann einem Künstler „zugeschrieben“, wenn diese Identifizierung nicht auf einer Signatur oder auf anderen absolut eindeutigen Belegen (wie z. B. Schriftquellen) beruht, sondern auf Grund von historischen oder technischen Indizien, vor allem aber durch stilkritische Argumente mit hoher Wahrscheinlichkeit geschlossen wird. In diesem Sinne kann der Begriff Zuschreibung auch für anonyme Kompositionen in der Musikwissenschaft oder literarische Texte angewendet werden.
Wenn man auf diesem Weg nur feststellen kann, dass eine Gruppe von Werken von demselben Künstler geschaffen wurden, man aber seinen Namen nicht kennt, werden häufig Notnamen vergeben (z. B. „Naumburger Meister“, „Meister von Flémalle“ oder „Meister von Cabestany“).
Neben der Zuschreibung an einen bestimmten Künstler selbst existieren auch Abstufungen: So wird etwa von "Werkstatt des XY" gesprochen, wenn es sich um ein Werk handelt das nicht überwiegend vom Künstler selbst, sondern von Mitarbeitern geschaffen wurde, "Schüler des XY" bezeichnet ein Werk, dass vermutlich von einem Künstler stammt, der von XY ausgebildet wurde und "Nachfolger des XY" meint einen Künstler, der sich am Vorbild des XY orientierte. Die Grenzen von der Zuschreibung an eine bestimmte Person bis hin zur lediglich stilistischen Einordnung sind hierbei fließend. 
Zuschreibungen bilden einen klassischen Gegenstand des wissenschaftlichen Diskurses in den Fächern Kunstgeschichte und Archäologie, sie können umstritten sein und zum Gegenstand jahrzehntelanger Auseinandersetzungen werden. Auch im Kunst- und Antiquitätenhandel spielen Zuschreibungen eine erhebliche Rolle, da Kunstwerke eines berühmten Künstlers höhere Preise erzielen als Stücke von gleicher Qualität, die aber nicht mit einem bekannten Namen in Verbindung gebracht werden können.
Wenn eine bisherige Zuschreibung mithilfe neuer Erkenntnisse oder Argumente abgelehnt wird, spricht man auch von einer „Abschreibung“.